# 109. Division (Japanisches Kaiserreich)
Die 109. Division (jap. 第109師団, Dai-109 Shidan) war eine Division des Kaiserlich Japanischen Heeres, die zwischen 1937 und 1945 zweimal aufgestellt und aufgelöst wurde. Ihr Tsūshōgō-Code (militärischer Tarnname) war Entschlossenheit-Division (膽兵団, Tan-heidan) oder Tan 18301.
Während der Schlacht um Iwojima, eine der bekanntesten Schlachten des Zweiten Weltkriegs, war sie der Hauptverband, der die Insel gegen die bis zu diesem Zeitpunkt im Pazifikkrieg größte Amphibienlandeoperation verteidigte. In den äußerst blutigen und verlustreichen Kämpfen vom 19. Februar bis zum 26. März 1945 fanden ca. 20.800 Männer der Garnison (entspricht 99 % der Mannstärke) den Tod, während nur 216 Soldaten in Gefangenschaft gerieten. Es war die einzige Schlacht des Pazifikkrieges, in der die Verluste der Alliierten höher waren als die der Japaner.

## Geschichte der Einheit

### 1937–1939
Die 109. Division wurde am 24. August 1937 unter dem Kommando von Generalleutnant Yamaoka (北支那方面軍,) als Karree-Division in Kanazawa, Japan, aufgestellt und bestand hauptsächlich aus der 31. Infanterie-Brigade (69. und 107. Infanterie-Regiment) und der 118. Infanterie-Brigade (119. und 136. Infanterie-Regiment) sowie dem 109. Kavallerie-Regiment, dem 109. Gebirgsartillerie-Regiment und dem 109. Pionier- und Transport-Regiment.
Wie viele der 1937/38 neu aufgestellten japanischen Divisionen wurde die 109. Division nach kürzester Zeit in die Republik China verschifft und unterstand dort der Regionalarmee Nordchina. Im Oktober 1937 nahm sie die Stadt Shijiazhuang in der Provinz Hebei ein, um kurz darauf mit der 20. Division zusammen über den Pass Niangziguan durch das Taihang-Gebirge die Hauptstadt der benachbarten Provinz Shanxi, Taiyuan, anzugreifen. Nachdem weitere japanische Kräfte die Flanken der Nationalchinesen bedrohten, löste dies eine Panik aus, und diese flohen aus der Stadt. In der Schlacht um Taiyuan hatten 140.000 Japaner gegen eine vier Mal so starke chinesische Armee gesiegt.
Die Division übernahm danach Sicherungsaufgaben, um Kommunikations- und Versorgungswege im Hinterland zu schützen. Am 24. Dezember 1939 wurde die 109. Division zum ersten Mal aufgelöst.

### 1944/45
In Anbetracht der schlechten Kriegssituation aus Sicht des japanischen Kaiserreichs wurden 1944 viele neue Divisionen aufgestellt. Am 22. Mai 1944 wurde die 109. Division reaktiviert, und am 27. Mai erhielt Generalleutnant Kuribayashi Tadamichi das Kommando über dieselbe. Ungewöhnlich war die für die 109. Division gewählte Gliederung zu einer Typ C „Spezial“- bzw. „Brigade“-Division. Die Division bestand hauptsächlich aus der 1. und 2. Gemischten Infanterie-Brigade, denen jeweils sechs Selbstständige Infanterie-Bataillone zugeteilt waren. Die meisten der knapp 11.000 Rekruten waren Männer der Ogasawara-Inselgruppe (auch Bonininseln genannt), die ihren Militärdienst bereits während der Feldzüge in China, Burma und Niederländisch-Indien abgeleistet hatten und inzwischen kriegsmüde und unmotiviert waren.
Schon am 8. Juni wurde Kuribayashi von Premierminister Hideki Tojo mittels persönlich unterzeichneter Order befohlen, die strategisch wichtigen Inseln Iwojima und Chichi-jima zu verteidigen. Vor der Abreise erhielt Kuribayashi die Ehre einer persönlichen Audienz bei Kaiser Hirohito. Da er um die militärische Situation Japans wusste, teilte er seiner Frau mit, nicht mit seiner Wiederkehr zu rechnen.
Kuribayashi schickte die 1. Gemischte Infanterie-Brigade nach Chichi-jima und den Rest der Division nach Iwojima, das etwa 1200 km südlich von Tokio im Pazifischen Ozean und ca. 100 km südlich von Chichi-jima liegt.

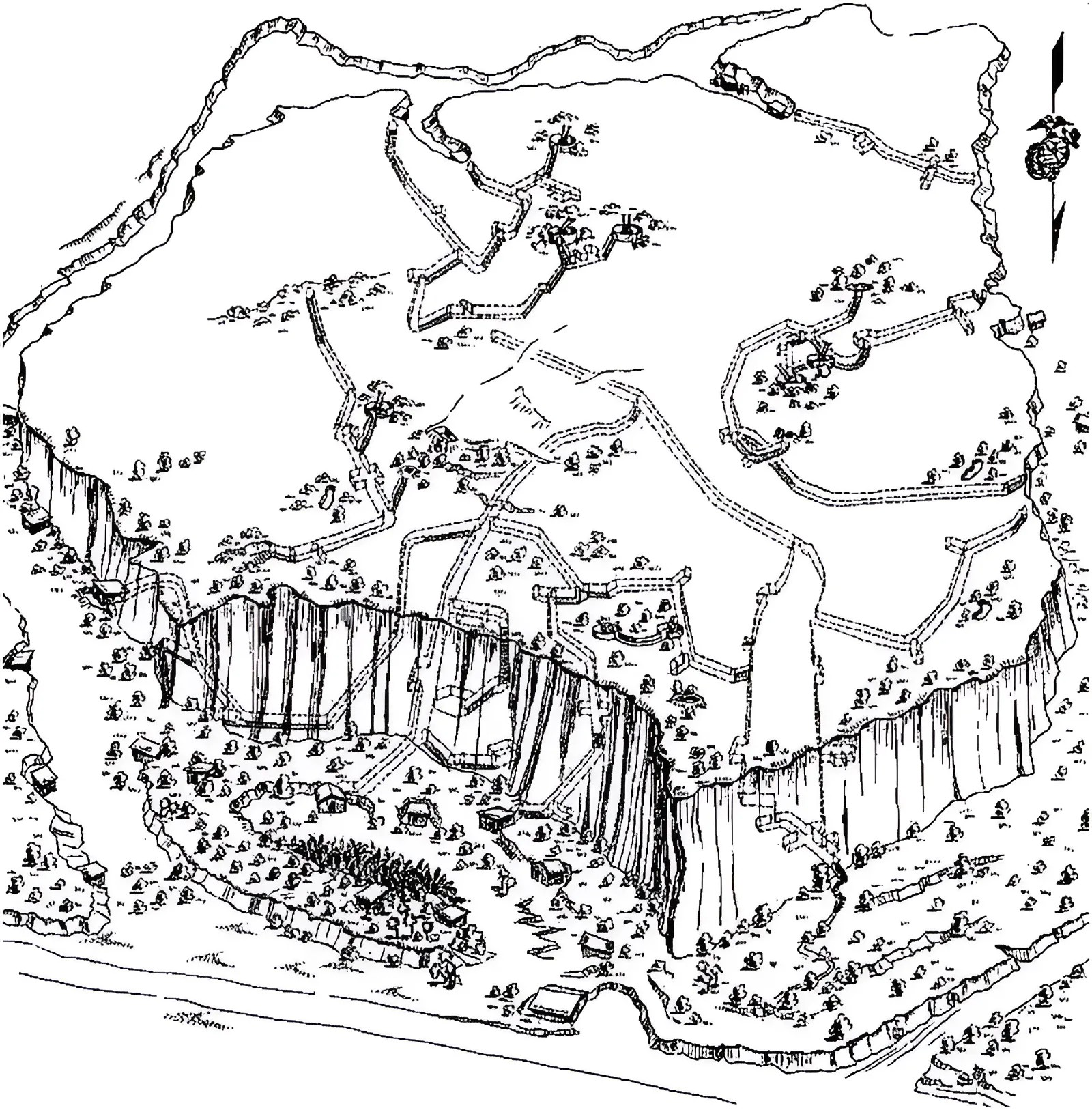
Das von japanischen Soldaten angelegte Tunnelsystem auf Iwojima (Zeichnung eines US-Soldaten)

Auf Iwojima angekommen teilte Kuribayashi sämtliche vorhandene Heerestruppen sowie einige wenige Marinetruppen der 109. Division zu (siehe Gliederung 1945 unten). Kuribayashi hatte keine Zweifel, dass Iwojima an die USA fallen würde und dass er und seine gesamte Garnison untergehen würden. Trotzdem wollte er die Eroberung der Insel für die Amerikaner so verlustreich wie möglich gestalten, um so den Alliierten einen Eindruck zu geben, mit welchen Verlusten sie bei einer Landung in Japan rechnen müssten.
Kuribayashi hatte die amerikanischen Kampftaktiken sorgfältig studiert und war zu dem Schluss gekommen, dass er die eigentliche Landung am Strandabschnitt nicht ernsthaft verhindern oder gefährden könne. Die japanische Verteidigungsdoktrin sah vor, dass für den Feind geeignete Strände mit allen verfügbaren Kräften zu verteidigen seien. Diese Taktik machte die Verteidiger jedoch empfindlich für das Vorbereitungsfeuer der amerikanischen Schlachtschiffe und -flieger. Die auf der Insel anwesenden Marine-Offiziere bestanden auf der Beibehaltung der Doktrin. Um die seit jeher bestehende Spannung zwischen Heer und Marine nicht zu erhöhen, ließ Kuribayashi zu, dass ein Marine-Bataillon den Strand verteidigte. Das Bataillon wurde fast vollständig durch das Artilleriefeuer der US-Navy aufgerieben. Stattdessen wendete er eine Art Guerillataktik an und ließ seine Soldaten von Höhlen und Bunkern aus kämpfen, die sich über die ganze Insel und im Inneren des Suribachi-Berges befanden. Die Japaner hatten die Insel mit fast 30 Kilometer langen Tunneln, 5.000 Höhlen und Fallgruben versehen. Er gab außerdem den Befehl aus, dass es die Pflicht jedes Soldaten sei, vor seinem eigenen Tod 10 Amerikaner zu töten.
Die Schlacht begann am 15. Februar 1945 mit einem dreitägigen Beschuss durch die Schiffsartillerie der Task Force 58 und Bombardierung durch Verbände der USAAF von den Marianen aus, was jedoch wegen des harten Gesteins der Insel nur geringe Schäden an den gut befestigten japanischen Stellungen verursachte. Um 8:30 Uhr des 19. Februar 1945 begann die Operation Detachment, die Landung von 30.000 Marineinfanteristen der 4. und 5. Marine-Infanterie-Division des V. Amphibischen US-Korps. In der Folge kam es zu schweren Gefechten, so dass am ersten Tag bereits etwa 2400 amerikanische Soldaten getötet wurden. Die Soldaten der 109. Division kämpften aus Bunkern und Höhlen heraus und wurden nach und nach, meist durch Einsatz von Handgranaten und Flammenwerfern, bis zum letzten Mann getötet.
Kuribayashi funkte am 22. März:

„Wir kämpfen immer noch! Die Stärke meiner Truppen beträgt jetzt etwa 400 Mann! Wir werden von Panzern angegriffen! Der Feind hat uns aufgefordert, uns zu ergeben, aber unsere Offiziere haben nur gelacht und sie ignoriert.“

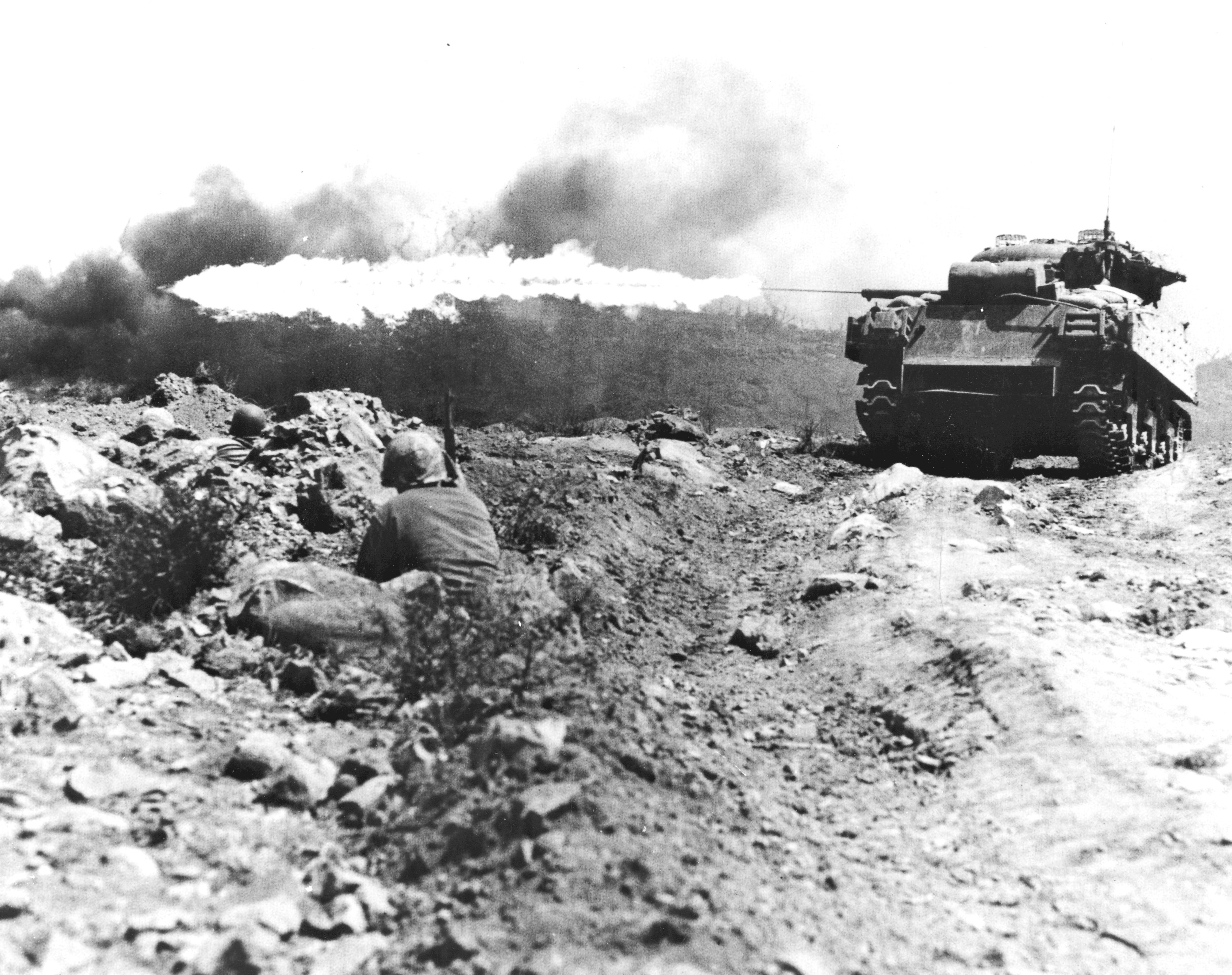
US-amerikanische sogenannte „Ronson“-Panzer (Flammenwerfer-Panzer) zerstörten Bunker für Bunker, in denen die japanischen Verteidiger bis zum Tod ausharrten.

Am 23. März 1945 lautete die letzte Funkmitteilung an Tokio: „Alle Offiziere von Chichi Jima, ein Lebewohl von Iwo.“ Wie General Kuribayashi den Tod fand, ist unklar. Entweder beging er Seppuku oder wurde im Kampf getötet. Seine Leiche wurde nie gefunden. Kuribayashi schickte während seiner Zeit auf Iwojima viele Briefe zu seiner Familie. Seine Briefe geben heute Aufschluss darüber, was japanische Soldaten damals dachten und fühlten. Am 36. Tag der Invasion, für die ursprünglich 5 Tage veranschlagt worden waren, endeten die Kämpfe. In der blutigen Schlacht starben 7.000 Amerikaner und 21.000 Japaner. Weitere 20.000 US-Marines wurden verwundet. Am 26. März 1945 erklärten die Amerikaner Iwojima für sicher.
Die Reste der 109. Division auf Chichi Jima wurden beim alliierten Inselhüpfen übergangen und verblieben bis Kriegsende kampflos auf der Insel. Im September 1945 wurde die Division aufgelöst.

## Gliederung

### 1937
Am 24. August 1937 erfolgte die Aufstellung als Karree-Division wie folgt:
- 109. Divisionsstab
  - 31. Infanterie-Brigade
    - 69. Infanterie-Regiment
    - 107. Infanterie-Regiment

  - 118. Infanterie-Brigade
    - 119. Infanterie-Regiment
    - 136. Infanterie-Regiment

  - 109. Kavallerie-Bataillon
  - 109. Gebirgsartillerie-Regiment
  - 109. Pionier-Regiment
  - 109. Transport-Regiment
  - 109. Versorgungs-Kompanie
  - 109. Feldhospital
  - 109. Signal-Einheit
  - 109. Sanitäts-Einheit

### 1944
Am 22. Mai 1944 erfolgte die zweite Aufstellung zu einer Typ C „Spezial“- bzw. „Brigade“-Division wie folgt:
- 109. Divisionsstab (160 Mann)
  - 1. Gemischte Infanterie-Brigade-Stab (28 Mann)
    - 303. Selbstständiges Infanterie-Bataillon (579 Mann)
    - 304. Selbstständiges Infanterie-Bataillon (579 Mann)
    - 305. Selbstständiges Infanterie-Bataillon (579 Mann)
    - 306. Selbstständiges Infanterie-Bataillon (579 Mann)
    - 307. Selbstständiges Infanterie-Bataillon (579 Mann)
    - 308. Selbstständiges Infanterie-Bataillon (579 Mann)
    - 1. Gemischte Brigade Artillerie-Kompanie (129 Mann)
    - 1. Gemischte Brigade Pionier-Einheit (221 Mann)
    - 1. Gemischte Brigade Fernmelde-Einheit (128 Mann)

  - 2. Gemischte Infanterie-Brigade-Stab (28 Mann)
    - 309. Selbstständiges Infanterie-Bataillon (579 Mann)
    - 310. Selbstständiges Infanterie-Bataillon (579 Mann)
    - 311. Selbstständiges Infanterie-Bataillon (579 Mann)
    - 312. Selbstständiges Infanterie-Bataillon (579 Mann)
    - 313. Selbstständiges Infanterie-Bataillon (579 Mann)
    - 314. Selbstständiges Infanterie-Bataillon (579 Mann)
    - 2. Gemischte Brigade Artillerie-Kompanie (415 Mann)
    - 2. Gemischte Brigade Pionier-Einheit (221 Mann)
    - 2. Gemischte Brigade Fernmelde-Einheit (128 Mann)

  - 1. Gemischtes Regiment-Stab (70 Mann)
    - 1. Gemischtes Regiment-Artillerie-Kompanie (117 Mann)
    - 1. Gemischtes Regiment-Fernmelde-Einheit (73 Mann)
    - Unabhängiges Infanterie-Bataillon (576 Mann)
    - Unabhängiges Infanterie-Bataillon (576 Mann)

  - 9. Schweres Artillerie-Regiment (530 Mann)
  - 109. Fliegerabwehr-Regiment (710 Mann)
  - 109. Fernmelde-Einheit (140 Mann)

Gesamtstärke: ca. 11.500 Mann

### 1945

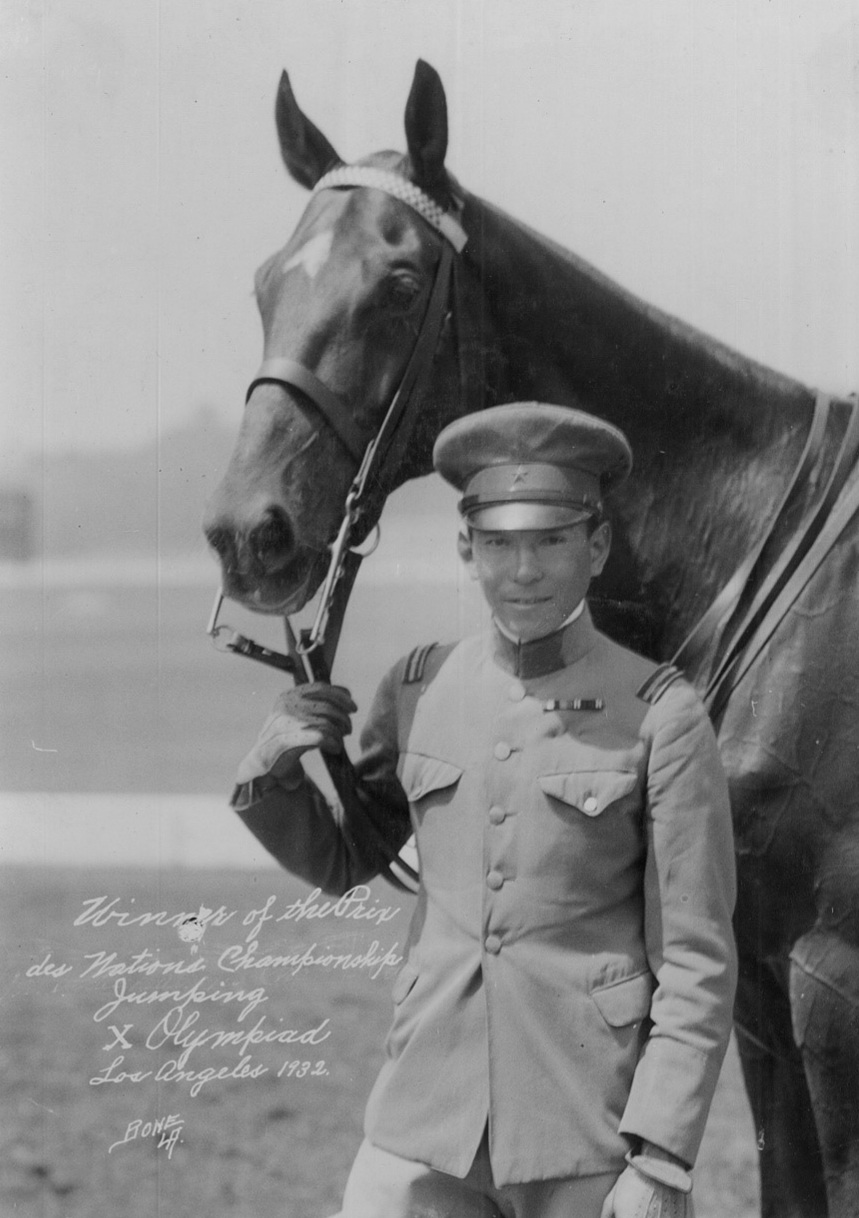
Oberstleutnant Baron Nishi Takeichi, der Befehlshaber des 26. Panzer-Regiments, ehemaliger Goldmedaillengewinner bei den Olympischen Sommerspielen 1932 im Reiten.

Unter dem Befehl von Generalleutnant Kuribayashi Tadamichi wurde die Division auf Iwojima auf eine Stärke von ca. 14.000 Mann gebracht und gliederte sich wie folgt:
- 109. Divisions-Stab (160 Mann)
- 109. Division Flugabwehr-Bataillon: Major Azuma (310–340 Mann)
- 109. Division Fernmeldeeinheit (160 Mann)
- 2. Gemischte Infanterie-Brigade: Generalmajor Senda (5,100–5,200 Mann)
  - 309. Selbstständiges Infanterie-Bataillon: Hauptmann Asatsu
  - 310. Selbstständiges Infanterie-Bataillon: Major Iwatani
  - 311. Selbstständiges Infanterie-Bataillon: Major Tatsumi
  - 312. Selbstständiges Infanterie-Bataillon: Hauptmann Osada
  - 314. Selbstständiges Infanterie-Bataillon: Hauptmann Hakuda
  - 2. Gemischte Brigade Artillerie-Bataillon: Major Maeda
  - 2. Gemischte Brigade Pionier-Einheit: Major Maekawa
  - 2. Gemischte Brigade Feldhospital-Einheit
- 145. Infanterie-Regiment: Oberst Ikeda (2,200–2,400 Mann)
  - 1. Bataillon: Major Hara
  - 2. Bataillon: Major Yasutake
  - 3. Bataillon: Major Anso
  - Artillerie-Bataillon: Hauptmann Masuda
  - Pionier-Kompanie
  - Feldhospital
- 3. Bataillon der 17. Selbstständigen Gemischten Brigade: Hauptmann Shimotsuma (550 Mann)
- 26. Panzer-Regiment: Oberstleutnant Nishi (500–600 Mann)
- 20. Selbstständiges Mörser-Artillerie-Bataillon (verstärkt): Hauptmann Mizuashi (800 Mann)
- 2. Mittelschweres Mörser-Bataillon (verstärkt): Major Nakao (700 Mann)
- 3. Mittelschweres Mörser-Bataillon (verstärkt): Major Kobayashi (500 Mann)
- 1. Selbstständiges Maschinengewehr-Bataillon: Hauptmann Kawana (300 Mann)
- 2. Selbstständiges Maschinengewehr-Bataillon: Hauptmann Kawasaki (300 Mann)
- Selbstständiges Panzerabwehr (Pak)-Bataillon (1,250 Mann)
  - 8. Selbstständiges Pak-Bataillon: Hauptmann Shimizu
  - 9. Selbstständiges Pak-Bataillon: Hauptmann Okubo
  - 10. Selbstständiges Pak-Bataillon: Hauptmann Matsushita
  - 11. Selbstständiges Pak-Bataillon: Hauptmann Node
  - 12. Selbstständiges Pak-Bataillon: Hauptmann Hayauchi
- Heeres-Raketen-Einheit (Drei Kompanien, jeweils ca. 70 Mann)
- 1. Kompanie der 1. Gemischten Brigade Pionier-Einheit (300 Mann)
  - 5. Festungs-Konstruktions-Kompanie
  - 21. Brunnenbohr-Einheit
  - Verlade-Pionier-Einheit
- Spezial Maschinenkanonen-Einheit (250–300 Mann)
- 20. Spezial Maschinenkanonen-Einheit der (Marine-Wach-Einheiten): Leutnant Momozaki
- 21. Spezial Maschinenkanonen-Einheit (Marine-Wach-Einheiten): Leutnant Kondo
- 43. Spezial Maschinenkanonen-Einheit der 109. Division: Oberleutnant Tamara
- 44. Spezial Maschinenkanonen-Einheit der 109. Division

Gesamtstärke: ca. 14.000 Mann*
(*) Zusätzlich wurden der 109. Division noch ca. 7.000 Soldaten der Kaiserlich Japanischen Marine unterstellt, die von Vizeadmiral Ichimaru befehligt wurden.